# بنت ذوات (فلم)
بنت ذوات هو فيلم مصري تم إنتاجه عام 1942، تأليف وإخراج يوسف وهبي و بطولة يوسف وهبي وراقية إبراهيم.
في إحدى مشاهد الفيلم اُستخدمت موسيقى رقصة النار الشعائرية لمانويل دي فايا كموسيقى تصويرية.

## فريق العمل
إخراج وتأليف: يوسف وهبي
إنتاج: نحاس فيلم
بطولة:
- يوسف وهبي (إبراهيم)
- راقية إبراهيم (سامية)
- بشارة واكيم
- فاخر فاخر
- حسن البارودي
- ليلى فوزي
- عباس فارس
- زكي إبراهيم